# Minimarket
Minimarket är ett svenskt klädmärke grundat år 2006 av systrarna Sofie Elvestedt, Pernilla Elvestedt och Jennifer Elvestedt.
År 2006 tilldelades märket ELLE-priset ”Årets H&M stipendiat” för Årets nykomling och år 2010 tilldelades märket ELLE-priset för Årets designer. Märket har även blivit nominerat till Damernas värld "Guldknappen" två gånger. 
Minimarket studio är en designstudio som äger klädmärket Minimarket, samt formger åt externa partners. Minimarket studio har kontor i Stockholm och ägs av Sofie Elvestedt, Pernilla Elvestedt och Jennifer Elvestedt.
Minimarket har genom åren formgivit för bland annat företag som till exempel Quicksilver, Weekday, Moderna Museet, Nordiska Kompaniet, Alcro, Åhlens, och Rörstrand.
Minimarket har klätt personer som; Alicia Vikander, Jenny Wilson, Nina Persson, Hedda Stiernstedt och Jehnny Beth (Savages). Modevisningen för kollektionen A/W12 gästades av Pedro Almodóvars musa "Rossy De Palma" som är tidigare känd från bland annat filmer som "Kvinnor på gränsen till ett nervsammanbrott" och "Begärets lag" samt för att ha varit modell för franska klädmärket "Jean-Paul Gaultier".

## Historia
Minimarket var från början en mode- och lifestylebutik som öppnade år 2002 i Sofo i Stockholm. Butikens egen label “Minimarket” expanderade till internationell marknad och kompletterades med skor och accessoarer. 2016 lanserades en porslinsservis i samarbete med Rörstrand .